# Wicky.Records
株式会社Wicky.Records（ウィッキー・レコーズ）は東京都文京区の音楽制作プロダクション。

## 沿革
- 2009年3月6日 会社設立
- 2009年7月1日 営業開始

## 事業領域

### 音楽企画&制作
TV-CM、Radio-CM、インターネットWeb-CM等の広告業務に関連する音楽の企画制作。映画音楽およびテレビ番組に使用する音楽の企画制作。オリジナル楽曲の企画制作。アニメ、アーティストへの楽曲提供など。Wicky.Recordingsとしての活動。

### 音楽ソフト制作&管理
オリジナル楽曲・既存楽曲・音楽ソフトの著作権管理。また、使用許諾等、著作権および著作隣接権に関連する権利処理代行業務。

### アーティストマネジメント
アーティスト、作曲家、作詞家の育成およびマネージメント業務。